# Artur Kyszenko
Artur Kyszenko (ukr. Артур Кишенко, ur. 14 października 1986) – ukraiński zawodnik boksu tajskiego i kick-boxer wagi średniej.

## Kariera sportowa
Kyszenko rozpoczynał karierę w amatorskim boksie tajskim, w którym zdobywał medale mistrzostw kraju, kontynentu i świata. Od 2004 roku startuje również w zawodowym kick-boxingu, specjalizuje się w formule K-1. Jego pierwszym poważnym zawodowym sukcesem było zwycięstwo w regionalnym turnieju pre-eliminacyjnym K-1 East Europe MAX 2006 GP w Wilnie w marcu 2006 roku.
30 czerwca 2006 roku Kyszenko zadebiutował w cyklu K-1 World MAX, wygrywając walkę rezerwową z Rayenem Simsonem w Finale K-1 World MAX 2006.
W 2007 roku w Finale K-1 World MAX 2007 doszedł do półfinału, przegrywając z Masato.
Największy jak dotąd sukces w swojej zawodowej karierze osiągnął w roku 2008, zostając wicemistrzem K-1 World MAX. Podczas finałowego turnieju pokonał w półfinale broniącego tytułu Andy Souwera, a w finale uległ po zaciętej walce Masato. Rok później swój udział w K-1 World MAX zakończył na ćwierćfinale, gdy został pokonany na punkty przez Souwera. W 2010 roku odpadł już w eliminacjach, niespodziewanie przegrywając z Marokańczykiem Mohamedem Khamalem.

## Osiągnięcia
Zawodowe:
- 2006: zwycięzca K-1 East Europe MAX 2006 GP
- 2008: wicemistrz K-1 World MAX
- 2011: It’s Showtime „Fast & Furious 70 MAX” – finalista turnieju w wadze 70 kg
- 2012: wicemistrz K-1 World MAX
- 2013: mistrz świata King of Kings w wadze -71 kg
- 2015: zwycięzca Kunlun Fight -80 kg Tournament w wadze super średniej

Amatorskie:
- 2003: Mistrzostwa Świata IFMA w boksie tajkim – 3. miejsce (-63,5 kg)
- 2004: Mistrzostwa Europy IFMA w boksie tajskim – 1. miejsce
- 2005: Mistrzostwa Ukrainy w boksie tajskim – 1. miejsce (-75 kg)
- 2006: Mistrzostwa Ukrainy w boksie tajskim – 1. miejsce (-71 kg)
- 2006: Mistrzostwa Świata IFMA w boksie tajskim – 1. miejsce (-71 kg, klasa A)
- 2007: Mistrzostwa Świata IFMA w boksie tajskim – 1. miejsce (-71 kg, klasa A)
- 2010: Igrzyska Sportów Walki – 3. miejsce w boksie tajskim (-71 kg)